# Taylorsville (Utah)
Taylorsville ist eine Stadt im Salt Lake County im Bundesstaat Utah in den Vereinigten Staaten von Amerika.

## Bevölkerungsstatistik
Das U.S. Census Bureau hat bei der Volkszählung 2020 eine Einwohnerzahl von 60.448 ermittelt.
Durch Eingemeindungen und Zuwanderung aus den nahen Großstädten Salt Lake City und West Valley City ist die Einwohnerzahl in den letzten Jahren stark angestiegen.

## Geschichte
Die Gegend von Taylorsville wurde um 1848 von mormonischen Siedlern besiedelt und 1863 in vier Teile aufgeteilt.
Nach einer Phase der Verwaltung durch das County wurde das heutige Taylorsville 1996 aus verschiedenen Ortschaften gebildet.

### Einwohnerentwicklung
| Jahr | Einwohner¹ |
| ---- | ---------- |
| 1980 | 17.448     |
| 1990 | 51.550     |
| 2000 | 58.757     |
| 2010 | 58.652     |
| 2020 | 60.448     |

¹ 1980 - 2020: Volkszählungsergebnisse